# Ammobatoides abdominalis
Ammobatoides abdominalis là một loài Hymenoptera trong họ Apidae. Loài này được Eversmann mô tả khoa học năm 1852.